# LP 944-020
LP 944-020 è una delle più vicine nane brune scoperte finora non facenti parte di alcun sistema stellare, dista infatti poco più di 16 anni luce dalla Terra.
Precedentemente classificata come una nana rossa di classe M9, si trova nella costellazione della Fornace, visibile dall'emisfero australe, ad una distanza di circa 16,2 anni luce dal Sistema solare. Sebbene la sua scoperta risalga al 1975, da parte di Willem Jacob Luyten, l'astro era così fioco che non fu più rintracciato fino al 1990, e solo nel 1998 gli astronomi si resero conto che questa stella non aveva massa sufficiente per innescare la fusione dell'idrogeno all'interno del suo nucleo.
Si ritiene che LP 944-020 sia un oggetto relativamente giovane e caldo, per la sua categoria: la sua età sarebbe compresa tra 300 e 700 milioni di anni, a seconda delle misurazioni, e la sua temperatura superficiale raggiunge forse i 1700k, in lieve ma costante diminuzione. LP 944-020 possiede circa il 7% della massa del Sole (tra 56 e 64 masse gioviane, più o meno lo stesso diametro di Giove e appena lo 0,001% della luminosità del Sole.
Gli astronomi ritengono che le nane brune brillino per poco tempo esclusivamente grazie all'energia liberata dalla contrazione gravitazionale, spegnendosi lentamente col passare del tempo. Si pensava quindi che questi corpi celesti non potessero produrre brillamenti (flare) come quelli che si notano sul Sole. Tuttavia, nel 1999 venne registrato un aumento della luminosità di LP 944-020 attribuibile ad un flare. Successivamente si è scoperto che questo corpo celeste è anche una sorgente radio.